# مبلل الظهر (وصم عرقي)

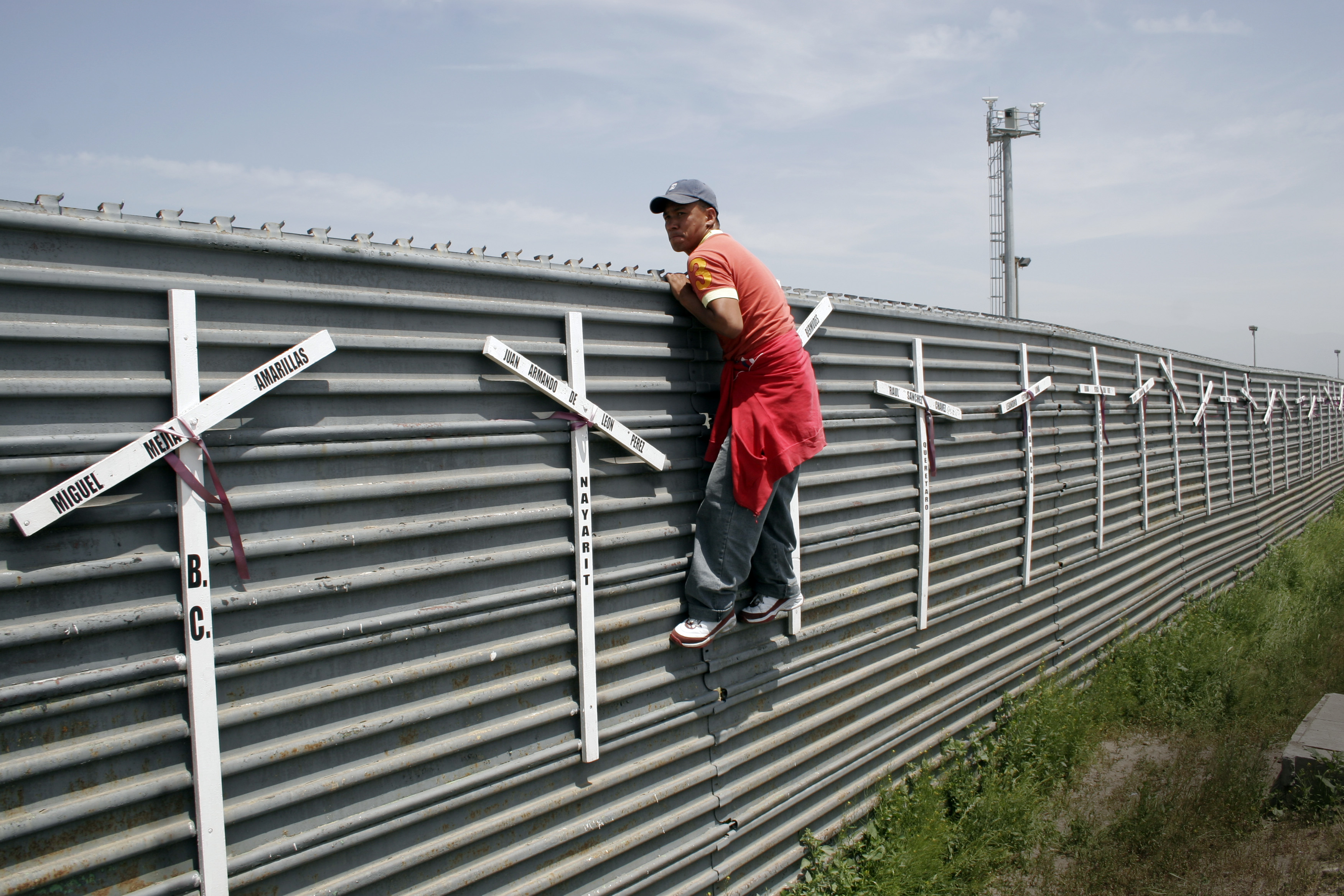

مُبَلَّل الظَهر (بالإنجليزية: Wetback) هو مصطلح مهين يستخدم في الولايات المتحدة للإشارة إلى الأجانب المقيمين في الولايات المتحدة والمكسيكيين منهم خصوصًا. تستهدف الكلمة في الغالب المهاجرين غير الشرعيين في الولايات المتحدة. يُستخدم عمومًا كوصم عرقي،  صيغ المصطلح وطُبّق في الأصل بشكل حصري على المكسيكيين الذين دخلوا ولاية تكساس الأمريكية من المكسيك عن طريق عبور نهر ريو غراندي الذي يفصل بين الحدود الأمريكية والمسكيك. ويفترض أنهم دخلوا عن طريق السباحة أو الخوض مشيا عبر النهر وتعرضهم للبلل في هذه العملية.

## الاستخدام
أول ذكر لمصطلح «ويتباك» كان في «نيويورك تايمز» بتاريخ 20 يونيو 1920. واستُخدِم رسميًا من قبل حكومة الولايات المتحدة، بما في ذلك الرئيس الأمريكي دوايت أيزنهاور في عام 1954، مع " عملية ويتباك "، وهو مشروع تضمن الترحيل الجماعي للمهاجرين المكسيكيين غير الشرعيين. ظل استخدام المصطلح في وسائل الإعلام الرئيسية حتى الستينيات.
يمكن استخدام المصطلح أيضًا كصفة أو فعل، فيمكن استعماله كصفة عندما يتعلق الأمر بالأنشطة التي تشمل الأجانب المكسيكيين غير القانونيين في الولايات المتحدة. أقدم استخدام مسجل معروف بهذه الطريقة هو لـجون ستينبك في رواية الخميس الجميل، تتمة لـ شارع السردين المعلب، مع جملة «كيف دخل في أعمال الـ wet-back ؟» وقد تم استخدامه في الأصل كفعل في عام 1978 في هوليوود لاند توماس سانشيز بالمعنى التالي: «للدخول غير القانوني إلى الولايات المتحدة من خلال السباحة في ريو غراندي».